# Operator Hamiltona
Operator Hamiltona (hamiltonian, operator energii) {\displaystyle {\hat {H}}} – operator definiowany w mechanice kwantowej, będący odpowiednikiem funkcji Hamiltona {\displaystyle H} (hamiltonianu) mechaniki klasycznej.
Operator Hamiltona działa na wektory stanu układu kwantowego, tworzące przestrzeń Hilberta i reprezentujące wszystkie możliwe stany układu fizycznego.
Operator Hamiltona ma fundamentalne znaczenie w mechanice kwantowej, gdyż stanowi np. podstawowy składnik równania Schrödingera, gdzie jego działanie na wektor stanu {\displaystyle |\Psi (t)\rangle } układu jest równe pochodnej czasowej tego wektora (z dokładnością do stałej {\displaystyle \mathrm {i} \hbar }), tj.
{\displaystyle {\hat {H}}|\Psi (t)\rangle =\mathrm {i} \hbar {\frac {\partial }{\partial t}}|\Psi (t)\rangle ,}
gdzie:
- {\displaystyle \hbar } – stała Plancka podzielona przez {\displaystyle 2\pi ,}
- {\displaystyle \mathrm {i} } – jednostka urojona.

Postać operatora Hamiltona zależy od:
- rodzaju opisywanego układu
- rodzaju pól fizycznych, działających na układ (np. cząstka swobodna, cząstka w polu grawitacyjnym, elektrycznym, magnetycznym); przy tym pola mogą być stacjonarne lub zmienne w czasie, mogą posiadać jakąś symetrię (np. sferyczną, walcową). Istnienie symetrii pozwala na wybór odpowiedniego układu współrzędnych do zapisu operatora Hamiltona, co później upraszcza równanie Schrödingera.

Zapisanie operatora Hamiltona w jawnej postaci, w wybranej bazie przestrzeni Hilberta, właściwej dla danego układu kwantowego, pozwala znaleźć z równania Schrödingera zależność czasową wektora stanu, co stanowi podstawowe zadanie obliczeniowe mechaniki kwantowej.
Operator Hamiltona jest jedną z obserwabli, jakie wprowadza mechanika kwantowa, czyli operatorem takim, że jego wartości własne są wielkościami, które można otrzymać w eksperymencie.
Wartości własne operatora Hamiltona przedstawiają wartości energii, jakie układ kwantowy może posiadać. Ponieważ energie wyraża się za pomocą liczb rzeczywistych, to implikuje, że operator Hamiltona musi być operatorem hermitowskim (operatorem samosprzężonym)
{\displaystyle {\hat {H}}^{\dagger }={\hat {H}}.}
Jest tak dlatego, że tylko operator hermitowski ma wartości własne będące zawsze liczbami rzeczywistymi.
Każde równanie mechaniki kwantowej (np. równanie Pauliego czy równanie Diraca) można przedstawić w postaci analogicznej do równania Schrödingera, tj. takiej że z jednej strony tego równania występuje operator Hamiltona, działający na wektor stanu układu, a z drugiej operator pochodnej czasowej, działający na wektor stanu układu, mnożony przez {\displaystyle \mathrm {i} \hbar .}

## Metoda tworzenia operatora Hamiltona
Aby uzyskać postać operatora Hamiltona dla danego układu, należy napisać klasyczną funkcję Hamiltona (hamiltonian)
{\displaystyle H=H\left(q_{1},\dots ,q_{N},p_{1},\dots ,p_{N},t\right),}
gdzie:
{\displaystyle q_{j}} – współrzędne uogólnione,
{\displaystyle p_{j}} – pędy uogólnione,
{\displaystyle N} – liczba stopni swobody układu,
{\displaystyle t} – czas.
Następnie zamienia się współrzędne uogólnione i pędy na odpowiadające im operatory.
Najprościej dokonuje się tego, gdy współrzędnymi uogólnionymi są współrzędne kartezjańskie {\displaystyle x_{i}.} Współrzędne pozostawia się bez zmian, natomiast:
1) w przypadku cząstki swobodnej pędom przypisuje się operatory różniczkowania po sprzężonych z nimi współrzędnych
{\displaystyle p_{i}\to {\hat {p}}_{i}=-\mathrm {i} \hbar {\frac {\partial }{\partial x_{i}}}}
2) w przypadku cząstki o ładunku {\displaystyle q} oddziałującej z polem elektromagnetycznym opisanym potencjałem wektorowym {\displaystyle {\vec {A}}} i skalarnym {\displaystyle \phi } dokonuje się podstawień w wyrażeniu na hamiltonian cząstki swobodnej (tzw. reguły Jordana)
{\displaystyle p_{i}\to {\hat {p}}_{i}-q{\vec {A}}\equiv -\mathrm {i} \hbar {\frac {\partial }{\partial x_{i}}}-q{\vec {A}},}
{\displaystyle E\to E-q\phi .}
Aby otrzymać postać operatora Hamiltona w innym układzie współrzędnych wystarczy dokonać odpowiedniej transformacji operatora zapisanego w układzie kartezjańskim. Opisana metoda uzyskania operatora Hamiltona nazywa się pierwszym kwantowaniem.
Ponieważ funkcja Hamiltona istnieje tylko dla układów oddziałujących z polem sił potencjalnych (w tym sił potencjalnych uogólnionych), więc operator Hamiltona można napisać tylko dla takich układów. Jednak wyczerpuje to wszystkie interesujące przypadki rozpatrywane w mechanice kwantowej.

## Hamiltonian pojedynczej cząstki
Jeżeli cząstka o masie {\displaystyle m} ma energię potencjalną {\displaystyle V(x,t)} zależną od jednej współrzędnej przestrzennej {\displaystyle x} oraz czasu {\displaystyle t,} to funkcja Hamiltona jest sumą jej energii kinetycznej i energii potencjalnej
{\displaystyle H(x,p_{x},t)={\frac {p_{x}^{2}}{2m}}+V(x,t),}
gdzie {\displaystyle p_{x}} – pęd cząstki w kierunku osi {\displaystyle x.}
(Np. cząstka o masie m w polu grawitacyjnym Ziemi ma energię potencjalną {\displaystyle V(x,t)=mgx,} gdzie {\displaystyle x} – położenie cząstki nad poziomem odniesienia).
Operator Hamiltona uzyskany z wcześniej opisanego procesu kwantowania ma postać
{\displaystyle {\hat {H}}(x,p_{x},t)={\frac {{\hat {p}}_{x}^{2}}{2m}}+V(x,t)={\frac {-\hbar ^{2}}{2m}}{\frac {\partial ^{2}}{\partial x^{2}}}+V(x,t),}
gdzie:
- {\displaystyle {\hat {p}}_{x}=-\mathrm {i} \hbar {\frac {\partial }{\partial x}}} – operator pędu w kierunku osi {\displaystyle x,}
- {\displaystyle {\hat {p}}_{x}^{2}=-\hbar ^{2}{\frac {\partial ^{2}}{\partial x^{2}}}} – kwadrat operator pędu w kierunku osi {\displaystyle x.}

## Hamiltonian elektronu w polu centralnym – zagadnienie atomu wodoru
Aby opisać atom wodoru w ramach mechaniki kwantowej zakładamy, że elektron o ładunku {\displaystyle -e} i masie {\displaystyle m} znajduje się w polu oddziaływania protonu (cząstki znacznie masywniejszej) o ładunku {\displaystyle +e.} Funkcja Hamiltona elektronu (suma energii kinetycznej i energii potencjalnej) ma postać
{\displaystyle H(r,p,t)={\frac {p^{2}}{2m}}+V(r,t),}
gdzie:
- {\displaystyle p} – pęd elektronu,
- {\displaystyle V(r,t)=-{\frac {1}{4\pi \epsilon _{0}}}{\frac {e^{2}}{r}}} – energia potencjalna oddziaływań elektrycznych elektronu i protonu; energia ta zależy od odległości r cząstek, a nie zależy czasu t.

Pomijamy funkcję Hamiltona protonu – jest to pewne przybliżenie. Aby otrzymać dokładne rozwiązanie dla układu elektron-proton, powinno się uwzględnić także funkcję Hamiltona protonu.
W celu dokonania kwantowania funkcji Hamiltona zapisuje się pęd w układzie współrzędnych kartezjańskich,
{\displaystyle p^{2}=p_{x}^{2}+p_{y}^{2}+p_{z}^{2}}
i zastępuje się pędy operatorami {\displaystyle {\hat {p}}_{x},{\hat {p}}_{y},{\hat {p}}_{z},} otrzymując operator kwadratu pędu
{\displaystyle {\hat {p}}^{2}=-\hbar ^{2}\left[{\frac {\partial ^{2}}{\partial x^{2}}}+{\frac {\partial ^{2}}{\partial y^{2}}}+{\frac {\partial ^{2}}{\partial z^{2}}}\right]=-\hbar ^{2}\Delta ,}
gdzie {\displaystyle \Delta } – operator Laplace’a.
Dalej, zapisując operator Laplace’a we współrzędnych sferycznych otrzyma się
{\displaystyle {\hat {p}}^{2}(r,\phi ,\theta )=-\hbar ^{2}\!\left[{\frac {\partial ^{2}}{\partial r^{2}}}+{\frac {1}{r^{2}}}{\frac {1}{\sin \theta }}{\frac {\partial }{\partial \theta }}\left(\!\sin \theta {\frac {\partial }{\partial \theta }}\!\right)+{\frac {1}{r^{2}}}{\frac {1}{\sin ^{2}\theta }}{\frac {\partial ^{2}}{\partial \phi ^{2}}}\right]}
Stąd ostatecznie Hamiltonian ma postać
{\displaystyle {\hat {H}}(r,\phi ,\theta )=-{\frac {\hbar ^{2}}{2m}}\!\left[{\frac {\partial ^{2}}{\partial r^{2}}}+{\frac {1}{r^{2}}}{\frac {1}{\sin \theta }}{\frac {\partial }{\partial \theta }}\left(\!\sin \theta {\frac {\partial }{\partial \theta }}\!\right)+{\frac {1}{r^{2}}}{\frac {1}{\sin ^{2}\theta }}{\frac {\partial ^{2}}{\partial \phi ^{2}}}\right]\!-\!{\frac {1}{4\pi \epsilon _{0}}}{\frac {e^{2}}{r}}}
Wstawiając ten Hamiltonian do równania Schrödingera i rozwiązując je otrzyma się energie dozwolone elektronu w atomie wodoru i odpowiadające im funkcje falowe; rozwiązanie to tłumaczy w sposób teoretyczny obserwowane doświadczalnie widmo promieniowania wodoru.

## Hamiltonian układuNcząstek
Dla układu N cząstek opisywanych przez wektor o {\displaystyle 3N} współrzędnych kartezjańskich {\displaystyle {\vec {x}}=(x_{1},\dots ,x_{3N})} operator Hamiltona ma postać
{\displaystyle {\hat {H}}=\sum _{i=1}^{N}{\frac {{\hat {p}}_{i}^{2}}{2m_{i}}}+V(x_{1},\dots ,x_{3N},t)=\sum _{i=1}^{N}-{\frac {\hbar ^{2}}{2m_{i}}}\Delta _{i}+V({\vec {x}},t),}
gdzie:
- {\displaystyle m_{i}} – masa {\displaystyle i}-tej cząstki,
- {\displaystyle {\hat {p}}_{i}} – operator pędu {\displaystyle i}-tej cząstki,
- {\displaystyle V({\vec {x}},t)} – potencjał pola sił lub potencjał uogólniony pola sił w położeniu {\displaystyle {\vec {x}}} w przestrzeni konfiguracyjnej układu,
- {\displaystyle \Delta _{i}} – operator Laplace’a działający na {\displaystyle i}-tą cząstkę.

## Hamiltonian zależny od czasu. Ogólne równanie Schrödingera
Niektóre z zamieszczonych tu informacji od 2018-04 wymagają weryfikacji.
Dokładniejsze informacje o tym, co należy poprawić, być może znajdują się w dyskusji tego artykułu.
 Po wyeliminowaniu niedoskonałości należy usunąć szablon [[Szablon:Dopracować|]] z tego artykułu.
Jeżeli klasyczna funkcja Hamiltona opisująca dany układ jest zależna od czasu, to także operator Hamiltona {\displaystyle {\hat {H}}(t)} zależy od czasu. Wtedy z ogólnego równania Schrödingera
{\displaystyle \mathrm {i} \hbar {\frac {\partial }{\partial t}}\vert \Psi (t)\rangle ={\hat {H}}(t)\vert \Psi (t)\rangle }
otrzymuje się stan układu kwantowego
{\displaystyle \vert \Psi (t)\rangle ={\hat {U}}(t)\vert \Psi (t_{0})\rangle ,}
gdzie:
- {\displaystyle {\hat {U}}(t)=\mathrm {e} ^{-\mathrm {i} {\hat {H}}(t)(t-t_{0})/\hbar }} – operator unitarny ewolucji czasowej,
- {\displaystyle \vert \Psi (t)\rangle } – wektor stanu w chwili {\displaystyle t} (w obrazie Schrödingera),
- {\displaystyle \vert \Psi (t_{0})\rangle } – wektor stanu w chwili początkowej {\displaystyle t_{0}.}

## Hamiltonian niezależny od czasu – równanie własne
Jeżeli klasyczna funkcja Hamiltona opisująca dany układ jest niezależna od czasu, to także operator Hamiltona {\displaystyle {\hat {H}}} nie zależy od czasu. Wtedy zamiast ogólnego równania Schrödingera wystarczy rozwiązać równania Schrödingera niezależne od czasu, które jest równaniem własnym hamiltonianu
{\displaystyle {\hat {H}}\vert \psi _{E}\rangle =E|\psi _{E}\rangle ,}
gdzie:
- {\displaystyle E} – wartości własne operatora Hamiltona; wartości te są wartościami energii, jakie układ może posiadać,
- {\displaystyle |\psi _{E}\rangle } – stany własne operatora Hamiltona o energiach {\displaystyle E.}

Wartość średnia operatora Hamiltona obliczona na danym stanie kwantowym jest średnią energią układu (średnią statystyczną). Wartość ta zależy od tego, jakie funkcje własne energii i z jakimi wagami wchodzą w superpozycję, tworząc stan układu. Aby obliczyć wartość średnią energii rozkłada się stan układu w bazie stanów własnych operatora Hamiltona
{\displaystyle |\Psi (t)\rangle =\sum _{E}|\psi _{E}\rangle \langle \psi _{E}|\Psi (t)\rangle .}
Wielkości {\displaystyle P_{E}(t)=|\langle \psi _{E}|\Psi (t)\rangle |^{2}} są prawdopodobieństwami zmierzenia układu w stanie o energii {\displaystyle E.} Wielkości te w ogólności mogą zmieniać się w czasie. Wartość średnia energii zmierzona w chwili t na zespole statystycznym identycznie przygotowanych układów kwantowych (tj. opisywanych takim samym wektorem stanu) wynosi:
{\displaystyle \langle {\hat {H}}(t)\rangle =\sum _{E}E|\langle \psi _{E}|\Psi (t)\rangle |^{2}.}